# Neslovicella
Neslovicella è un genere estinto di piccoli pesci ossei appartenente alla classe degli Actinopterygii (pesci a pinne raggiate) e ascrivibile all'ordine Aeduelliformes; i fossili sono stati ritrovati in terreni del Permiano inferiore del Massiccio Boemo, nell’attuale Repubblica Ceca.

## Morfologia
Le specie del genere Neslovicella erano di dimensioni minute, con una lunghezza massima stimata attorno ai 10 cm. Caratteristica distintiva del genere è la particolare dentatura, composta da denti tubulari ricoperti da un sottile cappuccio di acrodina, una sostanza dura simile all’enameloide.

### Dentatura
I denti si presentano disposti in una singola fila, ravvicinati, lungo il mascellare e la mandibola. Vista lateralmente, la dentatura forma una serie di creste verticali lungo il margine ventrale del mascellare. La lunghezza del cappuccio acrodinico varia durante l’ontogenesi: negli esemplari giovani, il cappuccio acrodinico può costituire fino alla metà della lunghezza del dente, mentre negli esemplari adulti il cappuccio è molto più corto, rappresentando circa 1/10 della lunghezza totale del dente.

## Classificazione
Le specie appartenenti al genere Neslovicella sono note per la loro abbondanza nei depositi del Bacino di Boskovice e del Bacino pedemontano dei Monti dei Giganti (Krkonoše), in Boemia orientale. I fossili sono stati rinvenuti in strati risalenti all’Asseliano, il più antico piano del Permiano.
Attualmente, sono note due specie attribuite al genere: Neslovicella rzehaki (la specie tipo), descritta da Štamberg nel 2007, ritrovata nel Bacino di Boskovice; Neslovicella elongata, descritta da Štamberg nel 2010, è nota da numerosi esemplari provenienti dal Bacino pedemontano dei Krkonoše.

## Ontogenesi
Grazie ai numerosi esemplari fossili di Neslovicella elongata, è stato possibile osservare l’evoluzione della dentatura nel corso della crescita. Un esemplare giovane (DP 3223, lungo 40 mm) mostra denti molto corti con una prominente acrodina. Un esemplare intermedio (P 64786, lungo 45 mm) presenta denti cilindrici più allungati. In un adulto (95 mm), i denti possiedono lunghi tubuli con un piccolo cappuccio apicale.